# Habrophlebiodes annulata
Habrophlebiodes annulata är en dagsländeart som beskrevs av Jay R. Traver 1934. Habrophlebiodes annulata ingår i släktet Habrophlebiodes och familjen starrdagsländor. Inga underarter finns listade i Catalogue of Life.